# NGC 5607
NGC 5607 (другие обозначения — IC 1005, MK 286, UGC 9189, 7ZW 547, MCG 12-41-1, IRAS14188+7148, ZWG 337.7, PGC 51182) — галактика в созвездии Малая Медведица.
Галактика имеет сложную несимметричную структуру с приливными особенностями и имеет высокую частоту звездообразования.
Этот объект входит в число перечисленных в оригинальной редакции «Нового общего каталога».